# Флаг Лесото
Государственный флаг Королевства Лесото — принят 4 октября 2006 года.
Состоит из трёх горизонтальных полос: синей, белой и зелёной. Ширина полос соотносится между собой как 3:4:3. В центре белой полосы помещено чёрное изображение мокоротло (традиционного головного убора басуто), высота которого составляет 92 % ширины белой полосы.
Законопроект о новом флаге был принят к 40-й годовщине провозглашения независимости 84 голосами депутатов парламента против 18 голосов.
Цвета символизируют: белый — мир, синий — воду (дождь), зелёный — благосостояние, процветание.

## История флага

Флаг Национальной партии басуто

Первый флаг Лесото был утверждён 30 сентября 1966 года и впервые поднят 4 октября 1966 года при провозглашении независимости Лесото.
На флаге были использованы цвета тогдашней правящей Национальной партии басуто, с добавлением белого изображения мокоротло — традиционного головного убора басуто. Ширина расположенных вдоль древкового края полотнища зелёной и красной полосок составляла по 1/10 длины флага.

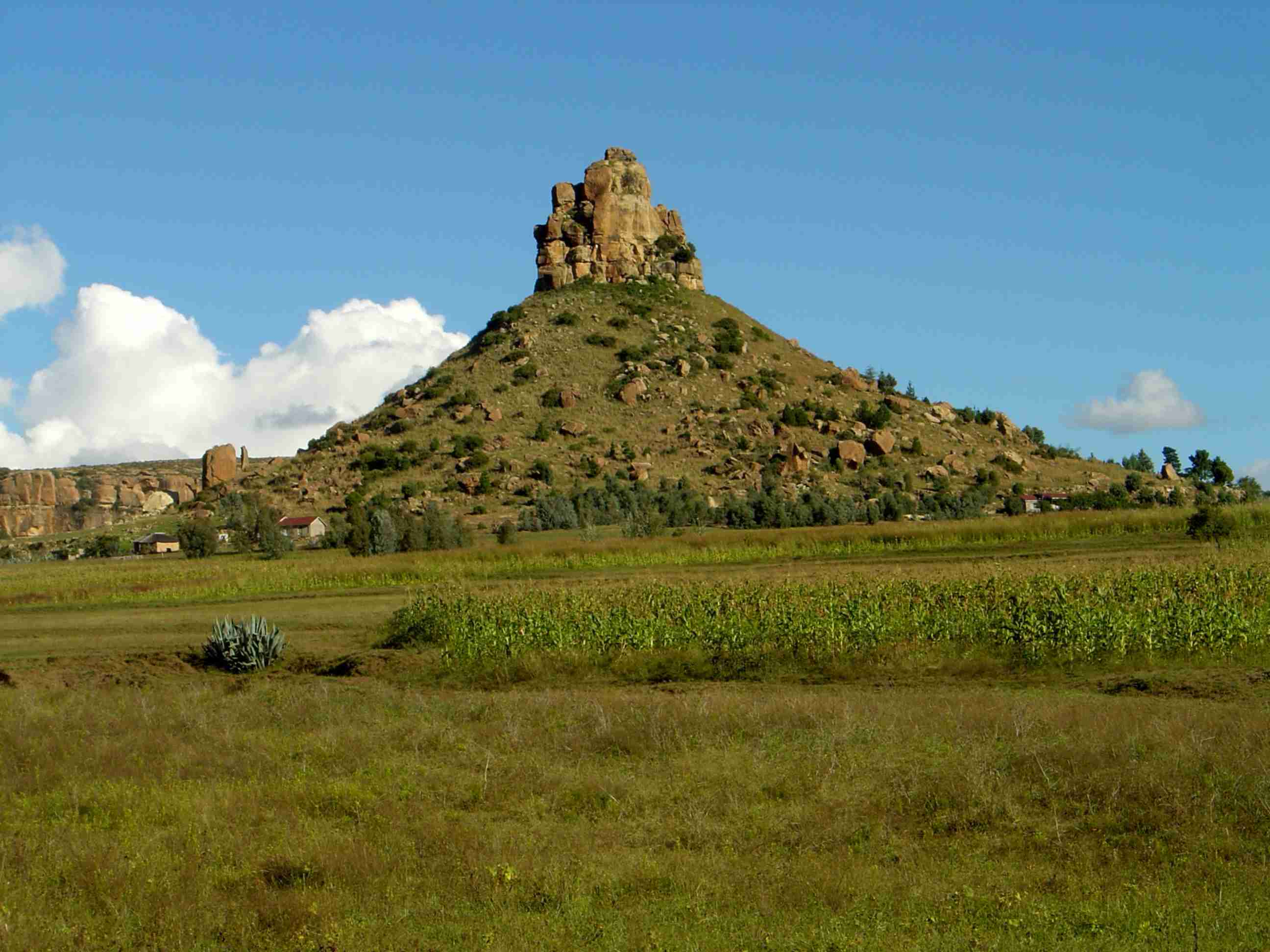
Священная гора басуто Квилоане, форма которой послужила образцом для формы мокоротло

Второй флаг был принят 17 января 1987 года после военного переворота, в результате которого представители Национальной партии басуто были отстранены от власти. Флаг состоял из трёх цветных частей: самая большая, белая часть занимала половину площади полотнища и прилегала к верхнему и древковому его краям. Зелёная часть прилегала к нижнему и свободному краям полотнища и была отделена от белой части широкой голубой полосой. На белой полосе располагался коричневый силуэт традиционного военного щита басуто с копьем-ассегаем, булавой и традиционным скипетром.

## Исторические флаги

Колониальный флаг Басутоленда 1884 — 4 октября 1966
Флаг Лесото
4 октября 1966 — 20 января 1987
Флаг Лесото
20 января 1987 — 4 октября 2006

## Королевские флаги

—
—
С

- 4 октября 1966 — 20 января 1987
- 20 января 1987 — 4 октября 2006
- С 4 октября 2006